# Llei Fonamental de Guinea Equatorial de 1982
La Llei Fonamental de 1982 és el nom de la tercera Constitució de Guinea Equatorial. Va ser sotmesa a referèndum popular el 15 d'agost de 1982, sense la participació d'observadors internacionals, obtenint un 95,79% de vots a favor, després del que va ser promulgada el 7 de setembre de 1982 pel govern de Teodoro Obiang amb el Decret número 65/1982, i que va substituir l'anterior Constitució de 1973.

## Antecedents
Després del cop d'estat del 3 d'agost de 1979 que va deposar Francisco Macías Nguema (l'anomenat Cop de la Llibertat) va ser anul·lada part de la legislació establerta prèviament. El 25 d'agost s'abolia el Partit Únic Nacional dels Treballadors i el Consell Militar Revolucionari passava a denominar-se Consell Militar Suprem. Aquest octubre, Teodoro Obiang es va convertir oficialment en president del Consell Militar Suprem i va declarar que acabaria amb la política repressiva del seu antecessor. Al juliol de 1982 el Consell Militar Suprem, que governava el país des de la caiguda de Macías, va nomenar a Obiang president de la República per a un període de set anys.

## Redacció
Per a la seva elaboració, el Consell Militar Suprem i Teodoro Obiang van comptar amb la col·laboració d'experts enviats per l'Organització de Nacions Unides, a més d'un assessor mexicà i un altre costariqueny.